# 天主教京格尔布德教区
天主教京格爾布德教區 （拉丁語：Dioecesis Chingleputensis）是羅馬天主教的一個教區，位於印度泰米爾納德邦東北部甘吉布勒姆縣，受馬德拉斯暨梅拉普爾總教區管轄。
教區成立於2002年7月19日。2006年有教友126,951名，佔轄區總人口百分之4.4。由107名司鐸名管理六十四個堂區。現任教區主教為安多尼薩米·尼斯納堂。